# Léo Dubois
Léo Michel Joseph Claude Dubois (* 14. September 1994 in Segré) ist ein französischer Fußballspieler. Er spielt auf der Position des rechten Verteidigers. Dubois spielte zuletzt bei Eyüpspor.

## Karriere

### Verein
Dubois wechselte 2008 in die Jugendakademie des FC Nantes und wurde 2012 in die zweite Mannschaft befördert. Er gab sein Ligue-1-Debüt am 9. Mai 2015 gegen Girondins Bordeaux bei einer 1:2-Auswärtsniederlage und ersetzte Kian Hansen nach 83 Minuten. In den folgenden Spielzeiten konnte er sich als fester Bestandteil der ersten Mannschaft etablieren.
Am 1. Juli 2018 wechselte er ablösefrei zu Olympique Lyon. Sein erstes Ligaspiel für Lyon absolvierte er am 12. August 2018 bei einem 2:0-Heimsieg gegen SC Amiens. Sein erstes Tor für den Klub erzielte er am 2. Oktober 2018 gegen Schachtar Donezk in der UEFA Champions League. Nach vier Jahren in Lyon wechselte Dubois im Juli 2022 in die Türkei zu Galatasaray Istanbul. Der türkische Klub zahlte eine Ablöse von 2,5 Millionen Euro, Dubois erhielt einen Dreijahresvertrag. In seiner ersten Saison für die Gelb-Roten wurde Dubois türkischer Meister. Er kam zu 21 Ligaeinsätze und erzielte ein Tor. 
In der Spielzeit 2023/24 spielte Dubois leihweise bei Istanbul Başakşehir FK. Am 31. August 2024 wurde sein Vertrag bei Galatasaray aufgelöst.

### Nationalmannschaft
Er vertrat 2016 Frankreichs U21-Nationalmannschaft in einem Freundschaftsspiel. Er gab sein Debüt für die A-Nationalmannschaft am 2. Juni 2019 bei einem 2:0-Sieg gegen Bolivien.
Bei der Europameisterschaft 2021 gelangte er mit der französischen Auswahl bis ins Achtelfinale, ehe Frankreich dort gegen die Schweiz im Elfmeterschießen ausschied.

## Erfolge
- UEFA-Nations-League-Sieger: 2021
- Türkischer Meister: 2023